# NGC 2725
NGC 2725 je galaksija u zviježđu Raku.

## Vanjske poveznice
- SEDS: NGC 2725